# Mario David (football)
Pour les articles homonymes, voir Mario David et David.
Mario David, né le 13 mars 1934 à Grado, dans la province de Gorizia, dans le Frioul-Vénétie Julienne, et mort le 26 juillet 2005 à Monfalcone, est un footballeur italien. Il évoluait au poste de défenseur.

## Biographie

### En club
Mario David joue notamment pour le Lanerossi Vicenza, le Milan AC, l'AS Rome, l'AS Livourne Calcio, la Sampdoria de Gênes et l'Alessandria Calcio, où il a terminé sa carrière lors de la saison 1966-67.

### En sélection
Il est international italien à trois reprises.
Lors de la Coupe du monde 1962 de football, lors du match Chili – Italie (2–0), appelé plus tard la Bataille de Santiago, il est expulsé à la 41e minute de jeu après un violent tacle à la tête.

## Palmarès
Avec le Milan AC :
- Vainqueur de la Coupe d'Europe des clubs champions en 1963.
- Champion d'Italie en 1963